# Frank Pedersen
Frank Pedersen (fl. XX secolo) è stato un calciatore, allenatore di calcio e dirigente sportivo danese, che giocò nel campionato danese di calcio e successivamente allenò squadre in diverse nazioni, totalizzando in Italia 12 panchine in Serie A e 40 in Serie B. In alcune fonti compare come Frank Petersen o Franz Pedersen.

## Carriera

### Giocatore
Giocò con la maglia dell'Aalborg. 

### Allenatore
Terminata la carriera da giocatore, allenò il Køge BK e l'AB, prima di trasferirsi al Grenchen nel massimo campionato svizzero dal 1953 al 1956 e terminando la stagione 1955-1956 con la retrocessione. Successivamente fu consigliere del Rapallo, quindi sedette sulla panchina del Novara in Serie B nella stagione 1957-1958 subentrando a Evaristo Barrera dalla 14ª giornata con la squadra a rischio retrocessione e concludendo il campionato col raggiungimento della salvezza.
Nell'estate del 1958 si trasferì all'Inter in Serie A in qualità di preparatore atletico e dalla 23ª giornata assunse il ruolo di allenatore in sostituzione dell'esonerato Giuseppe Bigogno, lasciando in realtà i compiti tecnici e tattici al collaboratore Aldo Campatelli. La squadra terminò il campionato 1958-1959 piazzandosi in 3ª posizione. Fu la stagione in cui Antonio Angelillo si laureò capocannoniere stabilendo il record di marcature in campionati con girone unico a 18 squadre: l'attaccante argentino attribuì il merito del record anche alla preparazione atletica svolta con il tecnico danese.
A dicembre 1959, mentre si trovava in Svizzera, fu nuovamente vicino al Novara, ma gli venne preferito Carlo Facchini. Nel 1960 Pedersen assunse quindi l'incarico di allenatore del Lugano in Lega Nazionale B venendo esonerato alla 14ª giornata. Terminò la medesima stagione all'Entella in Serie C subentrando a Carlo Scarpato ma non riuscendo ad evitare la retrocessione della squadra, giunta all'ultima giornata a causa della sconfitta contro il Modena.
In Lega Nazionale B 1961-1962 divenne allenatore del Bellinzona a stagione in corso, per poi trasferirsi la stagione seguente al Como in Serie B, coadiuvato da Giulio Cappelli e venendo esonerato alla 19ª giornata con la squadra in zona retrocessione.
Nel 1964 si trasferì in Canada dove fu allenatore e direttore generale del Toronto Italia raggiungendo la finale play-off dell'Eastern Canada Professional Soccer League, persa contro il Toronto City. In seguito fu insegnante di ginnastica in Svezia.